# Héninel
Héninel é uma comuna francesa na região administrativa de Altos da França, no departamento de Pas-de-Calais. Estende-se por uma área de 5,32 km². Em 2010 a comuna tinha 182 habitantes (densidade: 34,2 hab./km²).